# Woodhaven Boulevard (linea IND Queens Boulevard)
Woodhaven Boulevard, in origine Woodhaven Boulevard-Slattery Plaza, è una fermata della metropolitana di New York situata sulla linea IND Queens Boulevard. Nel 2019 è stata utilizzata da 6 381 132 passeggeri. È servita dalla linea R sempre tranne di notte, dalla linea M durante i giorni feriali esclusa la notte, e dalla linea E solo di notte.

## Storia
La stazione fu aperta il 31 dicembre 1936. Venne ristrutturata tra il 1993 e il 1996.

## Strutture e impianti
La stazione è sotterranea, ha due banchine laterali e quattro binari, i due esterni per i treni locali e i due interni per quelli espressi. È posta al di sotto di Queens Boulevard e possiede quattro ingressi, due all'incrocio con Woodhaven Boulevard, uno all'incrocio con 59th Avenue e uno all'incrocio con 92nd Street.

## Interscambi
La stazione è servita da alcune autolinee gestite da MTA Bus e NYCT Bus.
- Fermata autobus